# The Coming
Albums de Busta Rhymes
When Disaster Strikes...
(1997)
Singles
1. Do My Thing
Sortie : 26 décembre 1995
2. Woo-Hah!! Got You All in Check
Sortie : 6 janvier 1996

The Coming est le premier album studio de Busta Rhymes, sorti en 1996 sur les labels Elektra Records et Flipmode Records.
The Coming contient des collaborations du Def Squad, Jamal, Lord Have Mercy et Rampage, Q-Tip et Zhané et d'autres futur membres du Flipmode Squad. À noter que Keep It Movin' est la dernière collaboration de Busta Rhymes avec les autres membres du groupe Leaders of the New School (Milo, Charlie Brown et Dinco D). L'album contient des productions des habitués DJ Scratch et J Dilla, ainsi que de Q-Tip, Easy Mo Bee, Rashad Smith et The Vibe Chemist Backspin. Busta s'est lui-même essayé à la production sur Abandon Ship.
The Coming a reçu de très bonnes critiques et a connu un certain succès commercial : il s'est classé 1er au Top R&B/Hip-Hop Albums et 6e au Billboard 200 et a été certifié disque de platine par la RIAA le 13 janvier 1999. AllMusic lui a donné la note de 4,5 sur 5 étoiles. Stephen Thomas Erlewine, d'Allmusic, a déclaré que « Busta Rhymes n'a jamais eu une aussi bonne démonstration de ses talents de rimeur que dans The Coming ».
L'album contient le single Woo Hah!! Got You All in Check, son plus gros succès, qui s'est classé 8e au Billboard Hot 100 lors de sa sortie. Ce dernier a été proposé aux Grammy Award de 1997 pour la « Meilleure prestation rap ». Le second single, It's a Party, comprend un featuring de la chanteuse Zhané.

## Liste des titres
| No  | Titre | Auteur                                                                              | Contient un (des) sample(s) de                                                               | Durée |
| --- | --- | ----------------------------------------------------------------------------------- | -------------------------------------------------------------------------------------------- | ----- |
| 1.  | The Coming (Intro) (featuring Lord Have Mercy, Rampage – Produit par DJ Scratch et Rick St. Hilaire)                                       | Trevor Smith, Roger McNair, George Spivey                                           | Goin' Down d'Ol' Dirty Bastard                                                               | 4:31  |
| 2.  | Do My Thing (Produit par DJ Scratch) | Trevor Smith                                                                        |                                                                                              | 3:39  |
| 3.  | Everything Remains Raw (Produit par Easy Mo Bee)                                                                                           | Trevor Smith, Osten Harvey                                                          | Bess You Is My Woman Now de Miles Davis                                                      | 3:40  |
| 4.  | Abandon Ship (featuring Rampage – Produit par Busta Rhymes)                                                                                | Trevor Smith, Roger McNair                                                          | (Don't Want No) Woman de Lee Michaels Space de Galt MacDermot                                | 6:02  |
| 5.  | Woo Hah!! Got You All in Check (featuring Rampage – Produit par Busta Rhymes et Rashad Smith)                                              | Trevor Smith, Rashad Smith                                                          | Space de Galt MacDermot 8th Wonder du Sugarhill Gang Eenie, Meenie, Miny, Moe (traditionnel) | 4:31  |
| 6.  | It's a Party (featuring Zhané – Produit par Easy Mo Bee)                                                                                   | Trevor Smith, Renee Neufville                                                       | The Water Dance de DJ Flexx Fun de Brick                                                     | 4:37  |
| 7.  | Hot Fudge (Produit par The Vibe Chemist Backspin)                                                                                          | Trevor Smith, Marlon King                                                           | Fanfare Mother of the Dead Man de Gary Burton                                                | 5:09  |
| 8.  | Ill Vibe (featuring Q-Tip – Produit par The Ummah)                                                                                         | Trevor Smith, Kamaal Fareed                                                         | Dizzy d'Hugo Montenegro                                                                      | 3:29  |
| 9.  | Flipmode Squad Meets Def Squad (featuring Jamal, Keith Murray, Lord Have Mercy, Rampage et Redman – Produit par The Vibe Chemist Backspin) | Trevor Smith, Roger McNair, Keith Murray, Reggie Noble, Jamal Phillips, Marlon King |                                                                                              | 8:10  |
| 10. | Still Shining (Produit par J Dilla) | Trevor Smith, James Yancey                                                          | Scenario (Remix) de A Tribe Called Quest featuring Leaders of the New School et Kid Hood     | 2:57  |
| 11. | Keep It Movin' (featuring Milo In De Dance, Rampage, Charlie Brown et Dinco D – Produit par The Ummah)                                     | Trevor Smith, Bryan Higgins, J. Jackson, S. Scott, James Yancey                     | Ecstasy des Ohio Players                                                                     | 7:32  |
| 12. | The Finish Line (Produit par DJ Scratch)                                                                                                   | Trevor Smith, George Spivey                                                         |                                                                                              | 5:06  |
| 13. | The End of the World (Outro) (featuring Spliff Star et Wade Thoren – Produit par Rick St. Hilaire)                                         | Trevor Smith, Rick St. Hilaire                                                      | O Fortuna de Carl Orff Fanfare for the Common Man d'Aaron Copland                            | 2:49  |